# Ernst von Düring
Ernst Carl Eduard Camille von Düring-Pascha (* 6. Mai 1858 in Hamburg; † 23. Dezember 1944 in Heidelberg) war ein deutscher Dermatologe, Venerologe und Heilpädagoge.

## Herkunft
Ernst von Dürings Eltern waren der Arzt Adolph Nikolaus von Düring (* 1. März 1820; † 6. Dezember 1882) und dessen zweiter Ehefrau Melanie Sthamer (* 2. Juni 1834; † 28. August 1892).

## Leben
Ernst von Düring, aus dem Adelsgeschlecht Düring stammend, studierte Medizin an der Universität Tübingen, der Universität Leipzig, der Universität Halle und der Universität Erlangen. Im Universitätsklinikum Erlangen war er 1881/82 Assistent in der Pathologie und in der Chirurgie (1882–1884). Dort promovierte er 1884 zum Dr. med. Er war Arzt in Konstanz und ging 1887 zu Paul Gerson Unna in Hamburg. 1889 wurde er Professor für Syphilidologie an der Kaiserlich Ottomanischen Medizinschule in Istanbul, die 1898 bei seinem Ausscheiden zur Militärmedizinischen Akademie Gülhane wurde. Zum Dank erhielt er 1898 den Ehrentitel Pascha.
Von 1902 bis 1906 war er a.o. Professor an der Universität Kiel. Danach leitete er Sanatorien in Dresden und Baden-Baden. 1910 wurde er medizinischer Leiter im Wildbad Sanatorium in Tobelbad bei Graz, ernannt durch Gustav Robert Paalen der 1909 das Kurzentrum Tobelbad gekauft hatte. An der Philosophischen Fakultät der neuen Universität Frankfurt hielt er einen Lehrauftrag für Heilpädagogik.

## Familie
Er heiratete am 5. Juni 1883 in Leipzig Lilli von Hackmann, die Ehe wurde 1891 geschieden. Das Paar hatte einen Sohn: Woldemar (* 5. Februar 1884; † 8. November 1950) ⚭ 1914 (Scheidung 1916) Ingeborg Bergit Soot (* 22. März 1894)
Am 17. Mai 1892 heiratete er in Konstantinopel Johanne von Wedel (* 21. Juli 1860; † 28. Februar 1928).

## Schriften
- Das Denguefieber. Monatsschrift für praktische Dermatologie 10 (1890)
- Lichen, Lichen neuroticus und Pityriasis rubra pilaris. Monatsschrift für praktische Dermatologie 16 (1893)
- Lepra und die Frage ihrer Contagiosität nach Beobachtungen in Konstantinopel. Monatsschrift für praktische Dermatologie
- Lepra und Syringomyelie. Deutsche Medizinische Wochenschrift 1894.
- Über einige Fragen aus der Lehre von der Vererbung der Syphilis. Monatsschrift für praktische Dermatologie 20 (1895)
- Die Schwierigkeit in der Diagnose nervöser Lepraformen insbesondere in Beziehung auf die Syringomyelie. Archiv für Dermatologie und Syphidologie 43 (1898)
- Beitrag zur Lehre von den polymorphen Erythemen. Archiv für Dermatologie und Syphidologie (1896)
- Klinische Vorlesungen über Syphilis. Hamburg und Leipzig 1895.
- Die Bordellfrage. Referat, Leipzig 1905.
- Krankheit und Krankheitsursache. Vogel 1909.
- Unser Kampf gegen die Reglementierung der Prostitution. Vortrag, Dresden 1912.
- Gesammelte Vorträge. Tübingen 1912.
- mit Erich Stern: Gesetzliche Regelung. Praxis der Jugendfürsorge. Breslau 1927.
- mit Erich Stern: Die Ursachen der Fürsorgebedürftigkeit. Breslau 1927.
- Erkennung und erziehliche Behandlung psychischer Grenzzustände bei Kindern und Jugendlichen. Karlsruhe 1928.
- Sexualpädagogik. Zürich 1930.